# J. Willis Stovall
John Willis Stovall, född 1891 i Montague, Texas, död 24 juli 1953 i Norman, Oklahoma, var en amerikansk paleontolog och geolog. Han arbetade på Stovall Museum på universitetsområdet vid University of Oklahoma, Norman.

## Dinosaurier som J. Willis Stovall beskrivit eller namngivit
- Acrocanthosaurus (tillsammans med Wann Langston Jr. 1950)
- Saurophagus (= Allosaurus)(1941)